# 羽子板

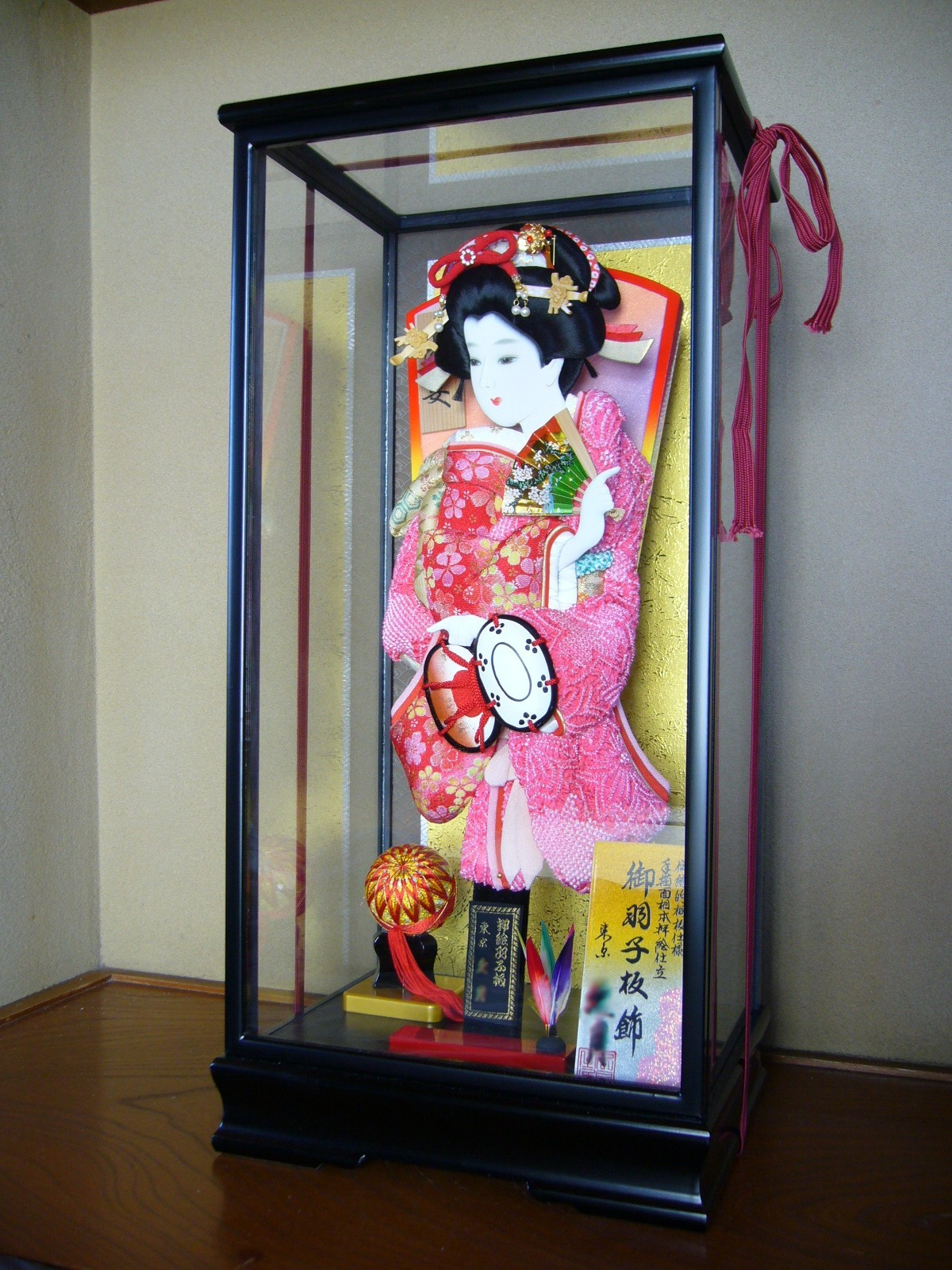
羽子板飾り(女の子が生まれた家に贈り正月に飾る)

羽子板（はごいた）は、長方形で柄のある板。

## 分類
羽根突きに用いる競技用の羽子板と、飾り羽子板に分別できる。

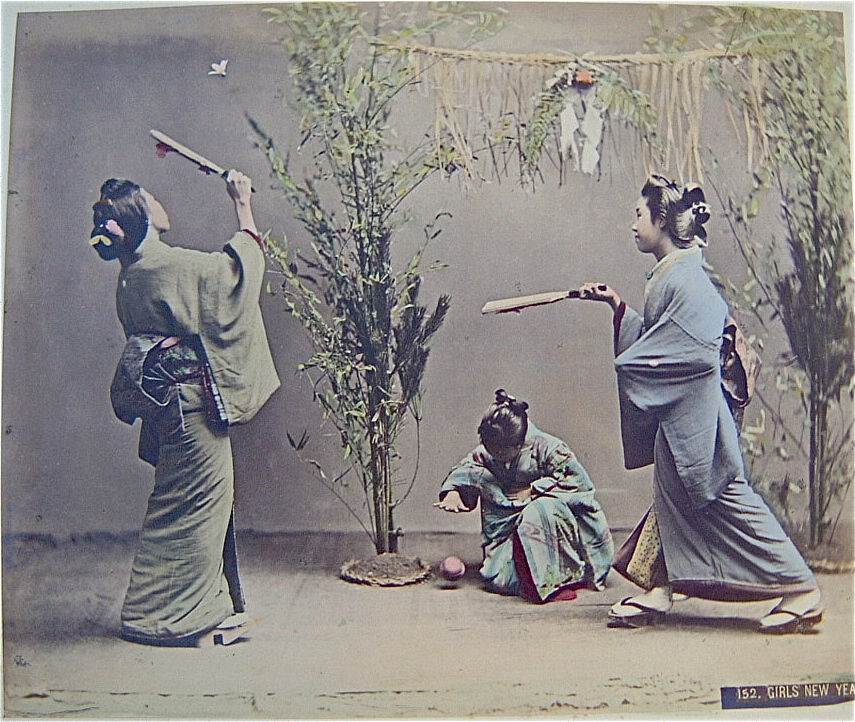
羽根突きの様子
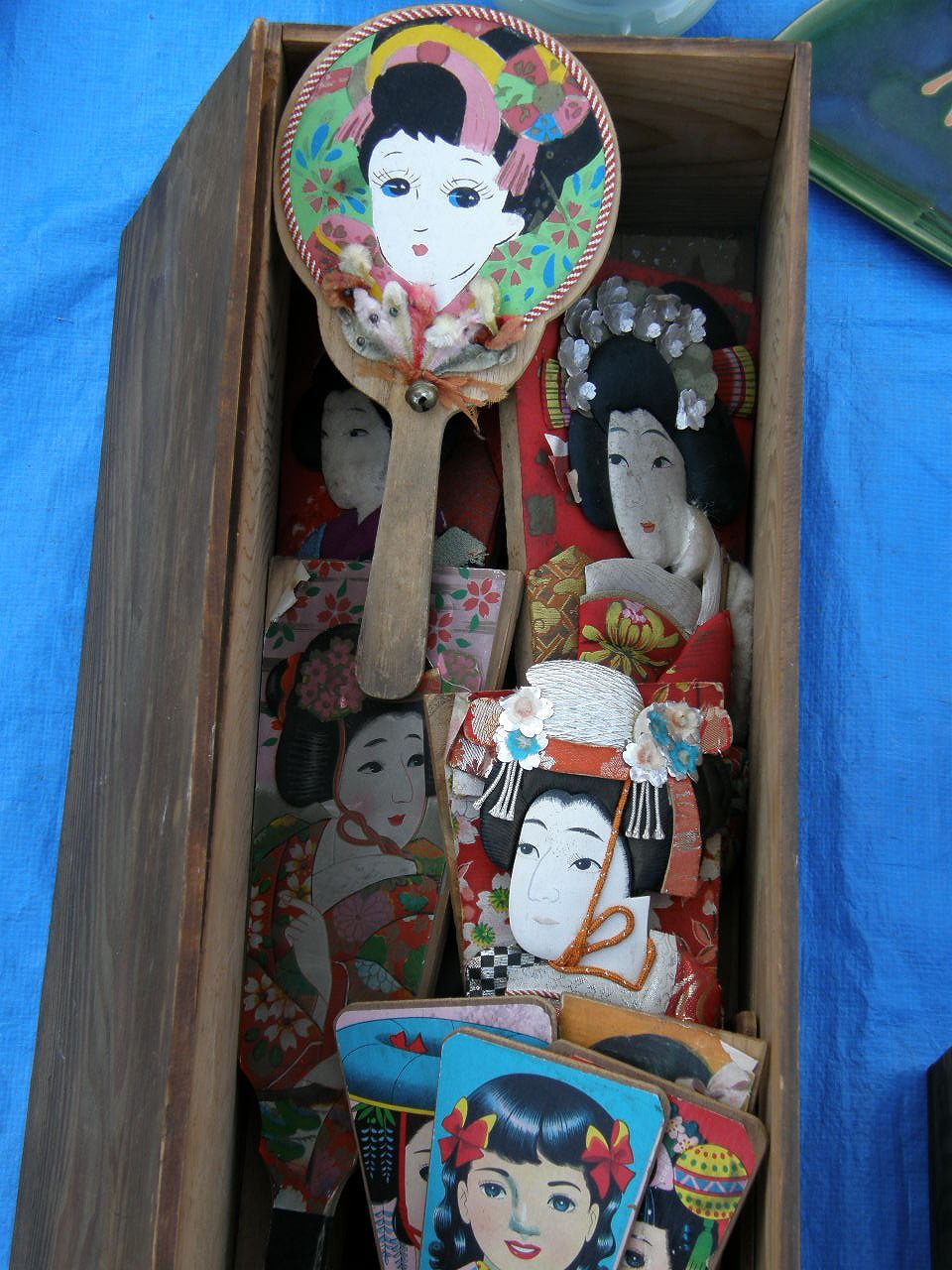
骨董市で売られている様々な古い羽子板。実際に羽根突きに使われていたものもある。
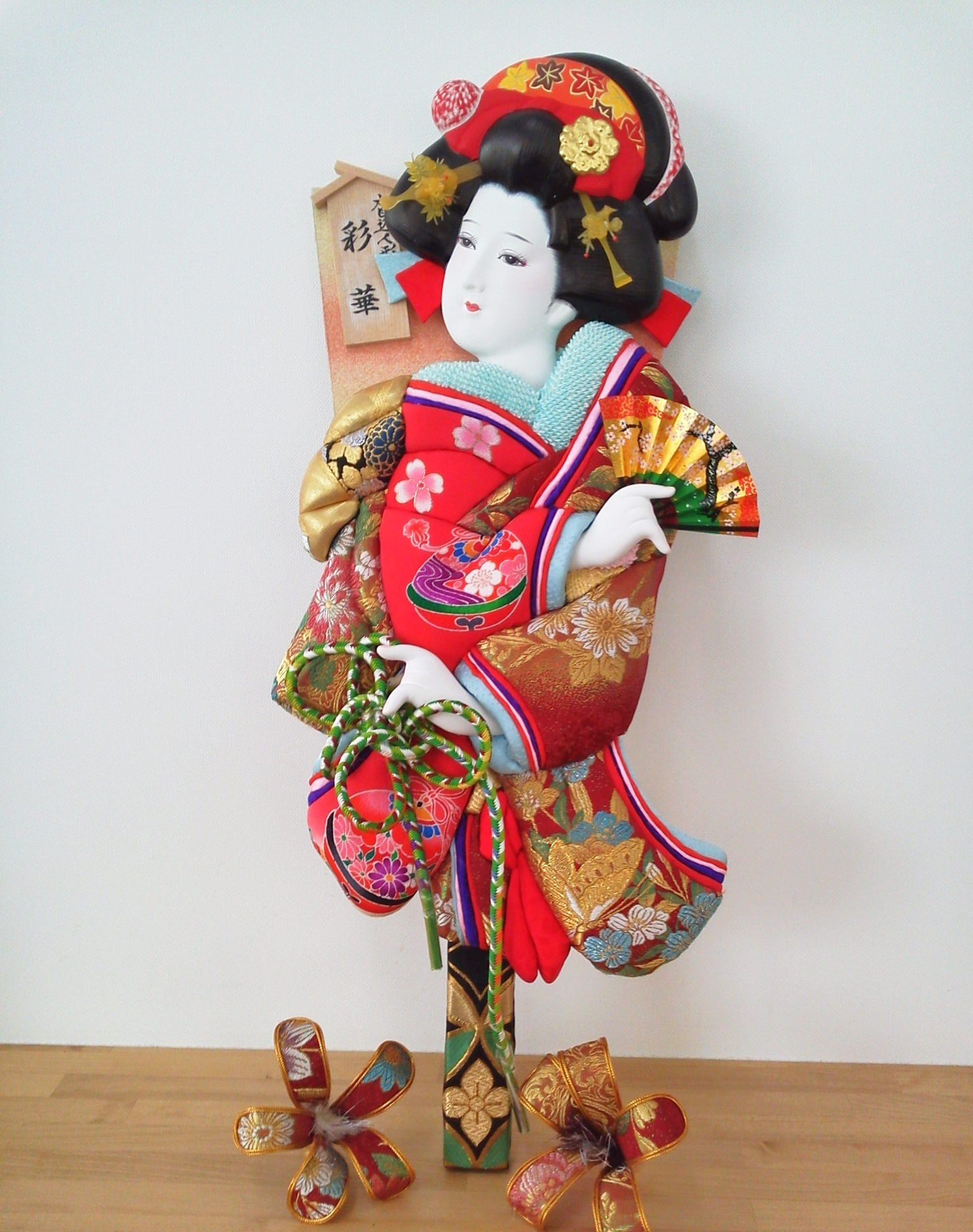
木目込み人形 「押絵羽子板」
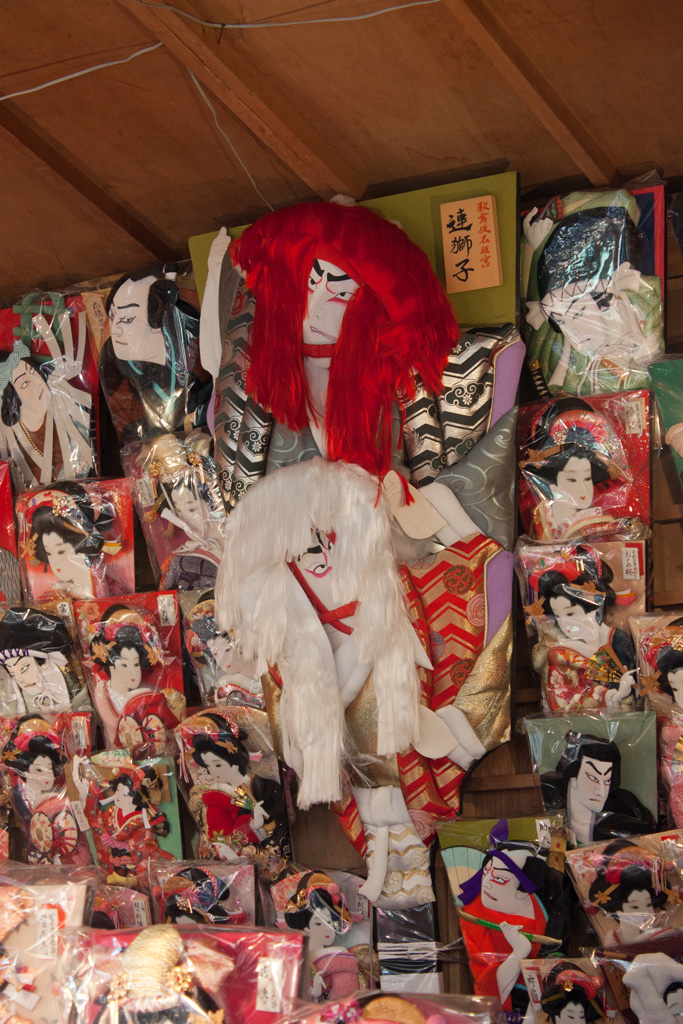
浅草寺羽子板市
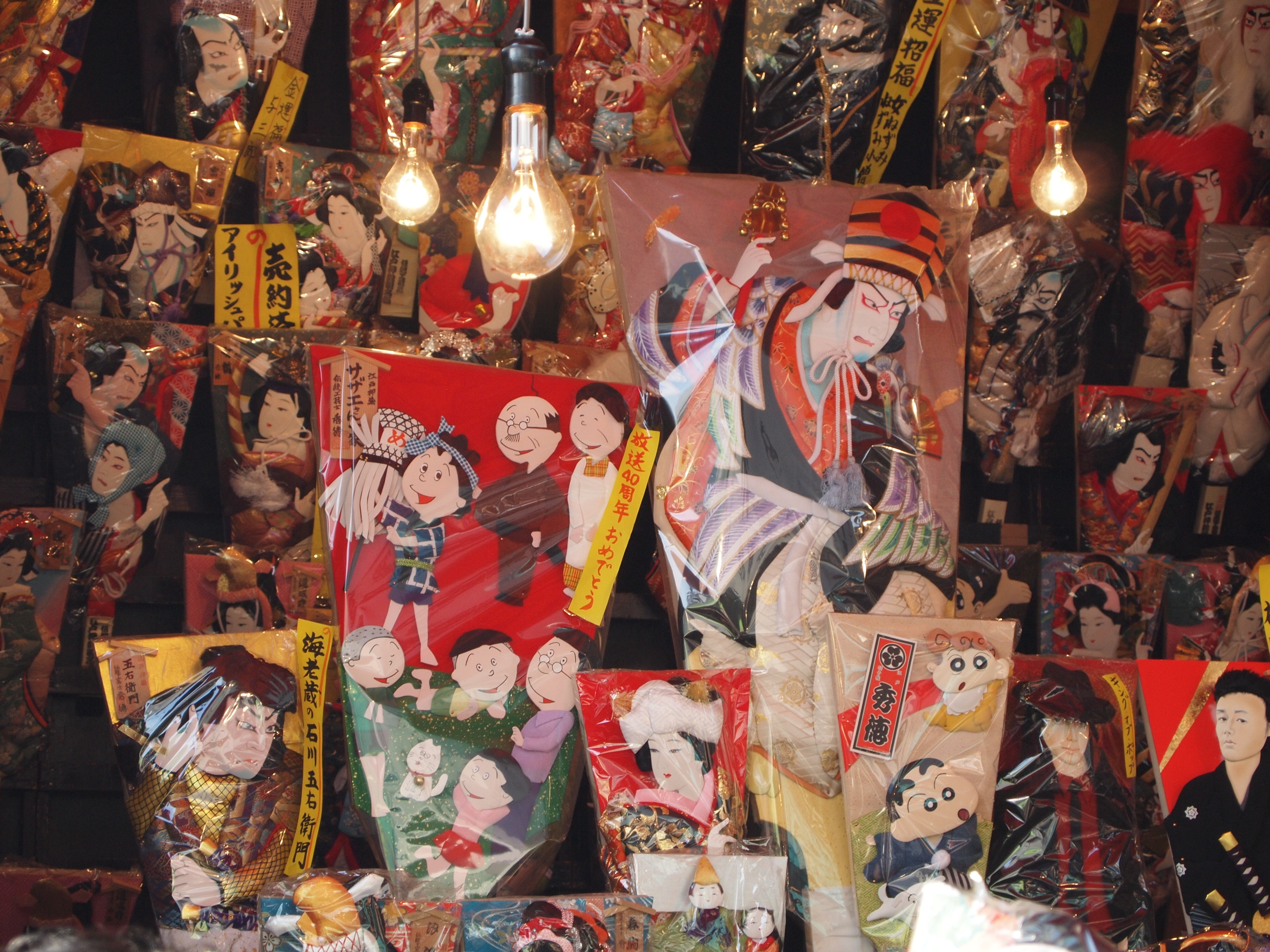
サザエさんとクレヨンしんちゃん羽子板もある
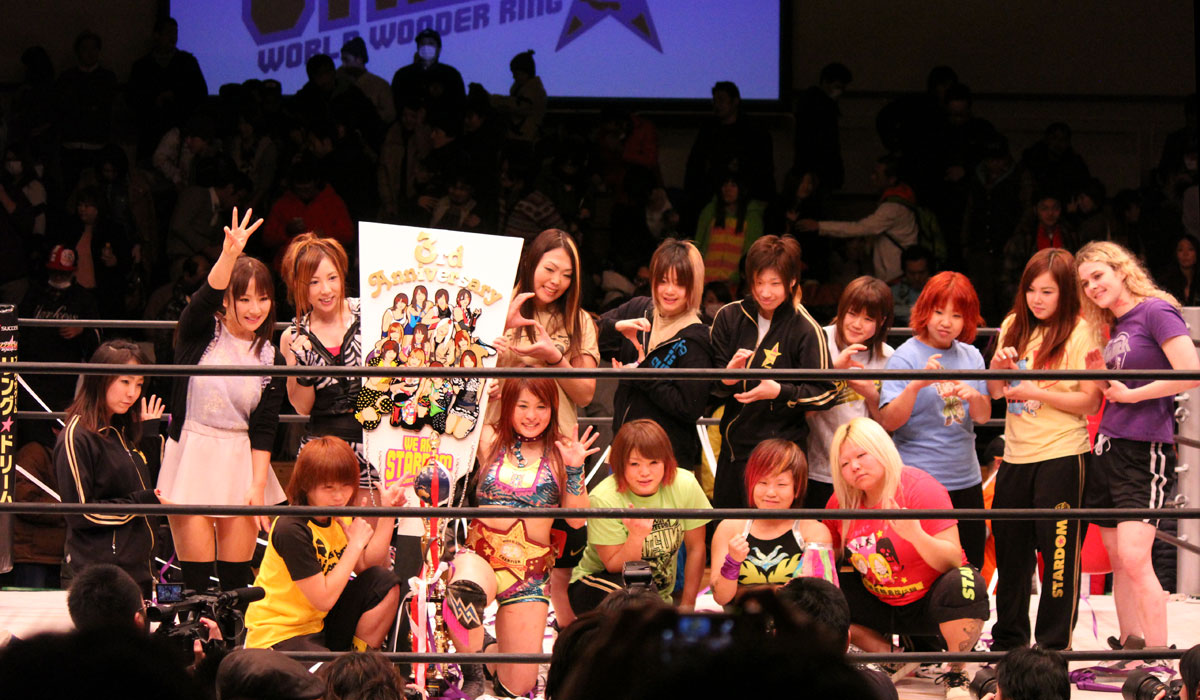
スターダム 3周年記念大会の巨大羽子板
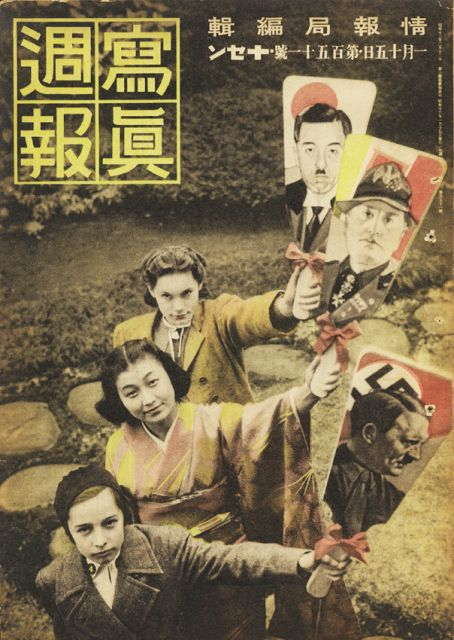
『写真週報』第百五十一號 (1941年1月15日)の表紙
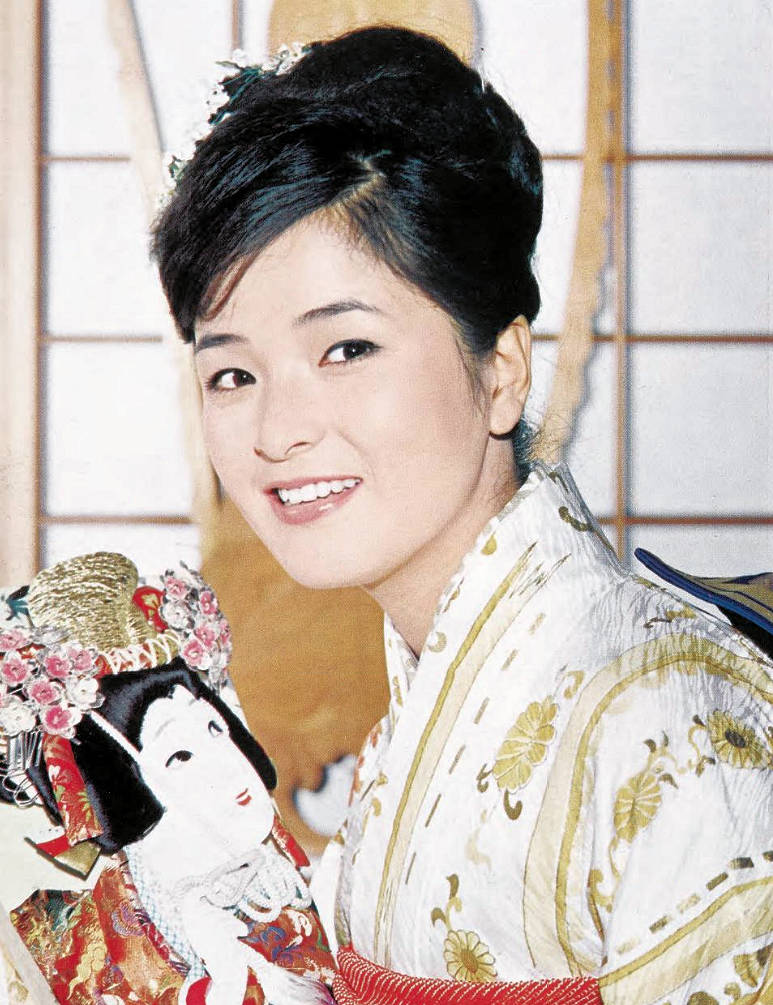
『映画情報』1963年2月号倍賞千恵子
『映画情報』1965年1月号富司純子
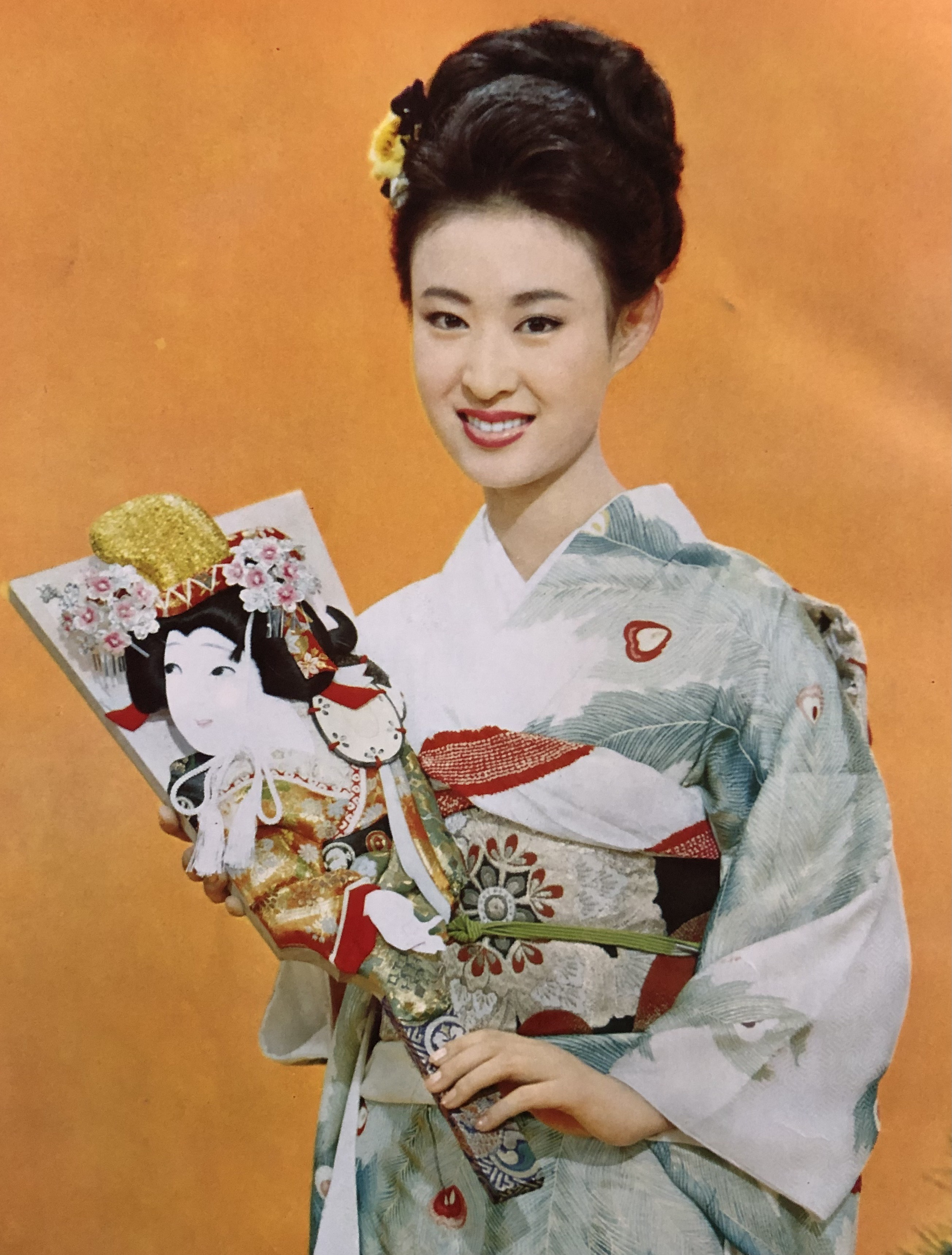
『映画情報』1965年1月号三田佳子
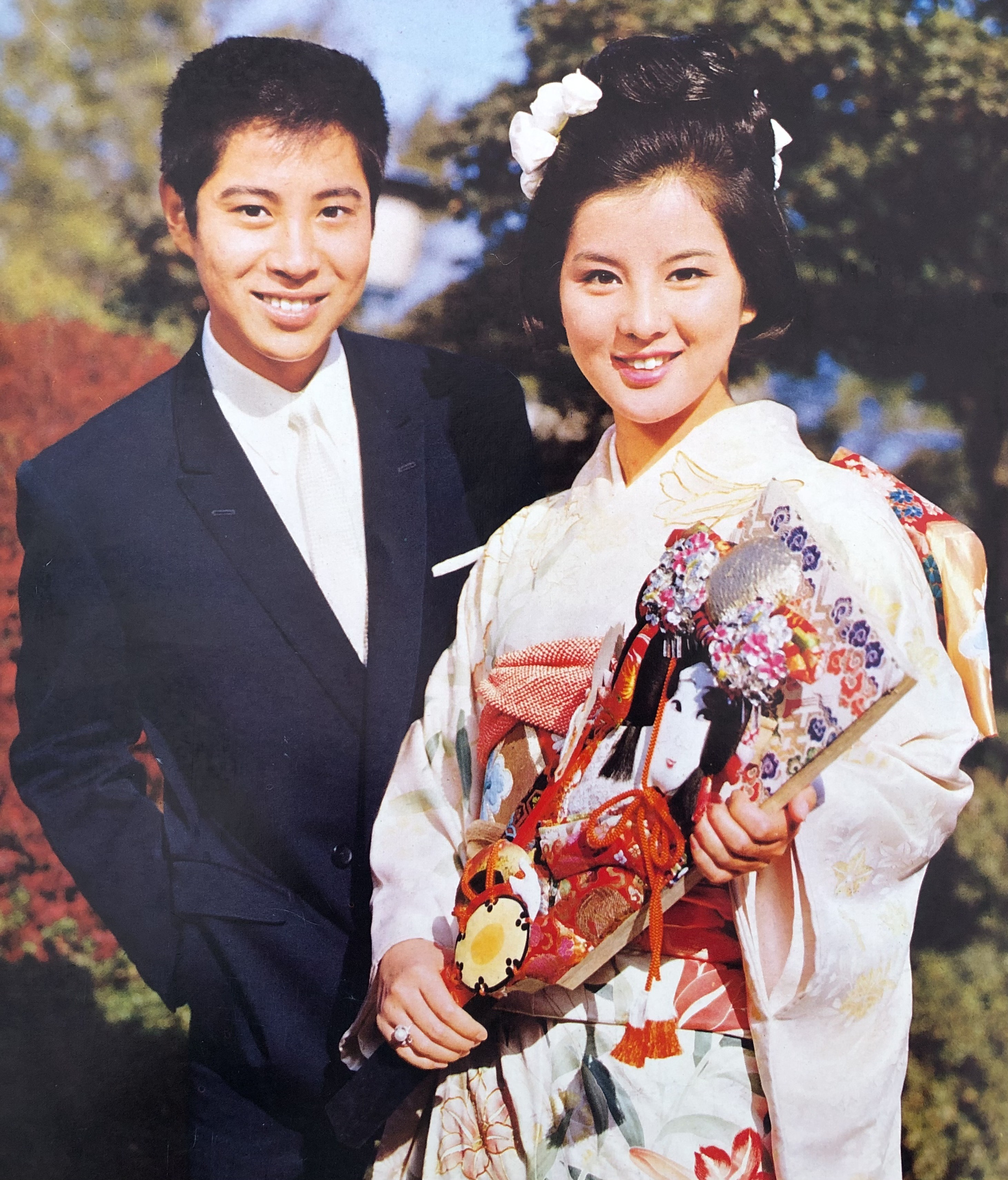
『映画情報』1965年2月号浜田光夫（左）と羽子板を持つ吉永小百合（右）

## 歴史

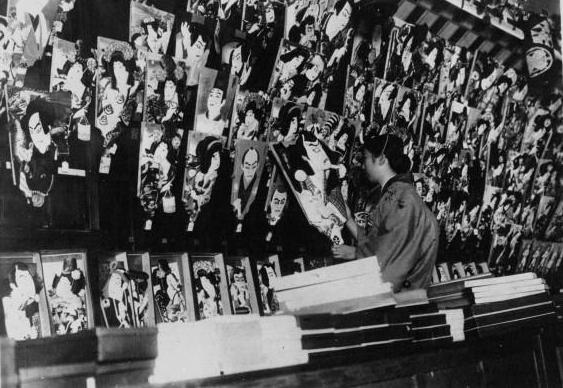
羽子板売り場。明治・大正期

室町時代の文献『下学集』に「正月に羽子板を用いた」という旨の記述があり、これが文献における羽子板の初見だと言われる。胡鬼板（こぎいた）とも呼ばれ、羽子板で突く羽根を胡鬼子（こきのこ）と言い、蚊を食べる蜻蛉に似せて作られていた。
なお、『下学集』よりも12年古い『看聞日記』には「正月五日に宮中で、こきの子勝負をした」との記載がある。「こきの子」とは羽子板のことだと言う。
当初は羽根突きの道具として用いられたが、徐々に厄払いとしても使われるようになり、魔除けとして正月に女性にあげる習慣もこのころ出来たとされる。江戸時代に入ると、歌舞伎役者などをかたどった押絵羽子板が流行した。井原西鶴の『世間胸算用』に、正月に羽子板が江戸の市場で他の正月用の玩具と共に売られていたという言及がある。その後種類が増加し、金箔、銀箔を施した高級品も現れ、幕府が華美な羽子板の販売を禁止したり、製造について制約を課すなどの干渉をすることもあった。文化、文政年間になると、押し絵により人気俳優などの有名人を模った羽子板も登場、明治時代に入ると、新たな技術が応用され、羽子板の種類は更に増えた。
現代においても、羽子板は運動・遊戯としての羽根突きに使われる実用品と、厄除けや美術品の両方が作られている。アメリカで試験販売が好評だったことから、欧米への輸出を目指す製作会社もある。「江戸押絵羽子板」は東京都により伝統工芸品に指定されている。

## 羽子板市

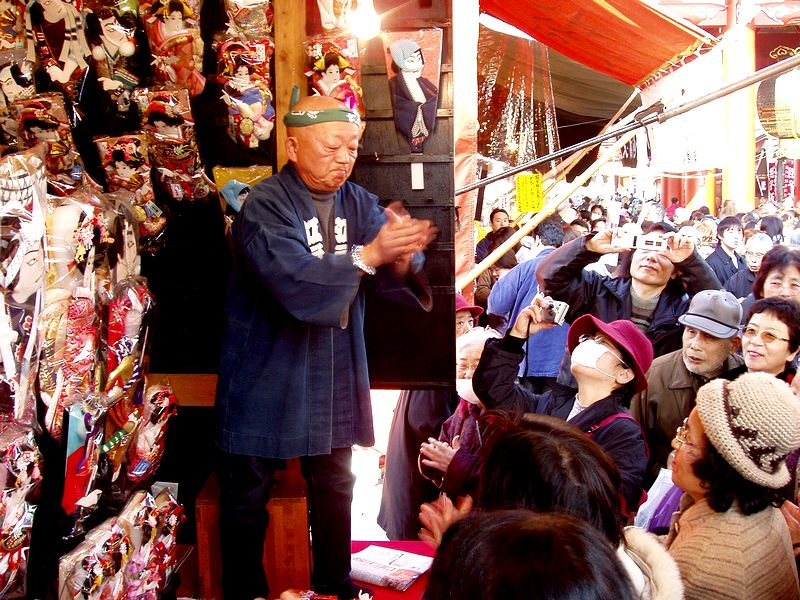
浅草寺 羽子板市

毎年12月17日から同19日まで行われる行事。江戸時代から現代に至るまで浅草寺で開催されており、毎年大勢の客が訪れることで有名である。押絵羽子板の産地としては埼玉県春日部市が有名。
また、2012年から久月が参加し、その年に話題となった人物を素材にした変わり羽子板を作成、出展している。